# Jana Thompson
Jana Thompson (ur. 5 września 1979 w Pittsburgh w stanie Pensylwania, USA), amerykańska aktorka i modelka.